# В тени женщин
В тени женщин (фр. L'Ombre des femmes) — французско-швейцарская кинодрама 2015 года, поставленная режиссёром Филиппом Гаррелем. Премьерный показ фильма состоялся в рамках Двухнедельника режиссёров на 68-м Каннском кинофестивале.

## Сюжет
В центре сюжета показаны взаимоотношения Пьера и Манон, пары документалистов, снимающие малобюджетные фильмы. У них отношения начинают разрушаться, когда Пьер заводит роман с молодой ассистенткой Элизабет, но также выясняет, что у Манон есть любовник. Пьер бросает свою любовницу, и возвращается к Манон, которую он по-настоящему любит.

## В ролях
| Актёр            | Роль     |
| ---------------- | -------- |
| Клотильда Куро   | Манон    |
| Станислас Мерхар | Пьер     |
| Лена Паугам      | Элизабет |
| Вимала Понс      | Лиза     |
| Жан Поммье       | Анри     |